# Julia Lemigova
Ioulia Andreeïvna Lemigova (russe : Юлия Андреевна Лемигова), connue comme Julia Lemigova, née le 26 juin 1972 à Moscou, est un mannequin et une reine de beauté soviétique puis russe, élue Miss URSS (en) en 1991[Quoi ?]. Elle représente l'Union soviétique au concours Miss Univers 1991 et se place deuxième dauphine. Elle vit aux États-Unis actuellement. Depuis 2021, elle est actrice et fait partie de la distribution de la série de télé-réalité Bravo The Real Housewives of Miami.

## Biographie

### Carrière
Julia Lemigova est la fille d’un colonel de l’Armée rouge. 
Julia a été première dauphine de Miss URSS en 1990, élevée au rang de Miss URSS après la disqualification de la gagnante originale, Maria Kezha.
En tant que Miss URSS 1990, Lemigova a représenté l’Union soviétique au concours de Miss Univers 1991, où elle s’est classée 2e dauphine. 
Julia a ensuite déménagé en Europe de l’Ouest après avoir été couronnée Miss URSS, puis s’est installée à Paris, où elle a ouvert son premier centre de bien-être, Joiya spa, en 2003, et a lancé une ligne de soins de la peau et de spa, Russie Blanche, en 2009. 
En 2021, Julia a été annoncée comme membre de la distribution de la saison 4 de The Real Housewives of Miami, faisant d’elle la première membre de la distribution de l’histoire de la franchise « Real Housewives » à être mariée à une femme ; elle est mariée à la joueuse de tennis Martina Navrátilova. Julia est la troisième ancienne finaliste de Miss Univers à rejoindre une franchise Real Housewives après Kenya Moore et Joyce Giraud.
En décembre 2023, Julia devait se produire au Wilton Manors Holiday Spectacular avant d’être désinvitée par la Wilton Manors Business Association (WMBA) en raison des opinions de sa femme sur les sujets transgenres. 

### Vie privée
Elle est un temps la maîtresse du banquier Édouard Stern, dont elle a un fils, Maximilien, mort dans des circonstances obscures en 2000. Il est révélé plus tard que la mort était liée à la maltraitance d'une nourrice disparue ensuite dans la nature. 
Elle se marie le 16 décembre 2014 avec la joueuse de tennis tchèque et américaine Martina Navrátilová. Les deux femmes vivent en couple à New York depuis 2006, en compagnie des deux filles issues d'un précédent mariage hétérosexuel de Julia Lemigova. Dans ce foyer multilingue, les deux jeunes filles parlent français entre elles, russe avec leur mère biologique et anglais avec Martina Navrátilova. En août 2024, les deux femmes adoptent deux garçons.